# Okiennica

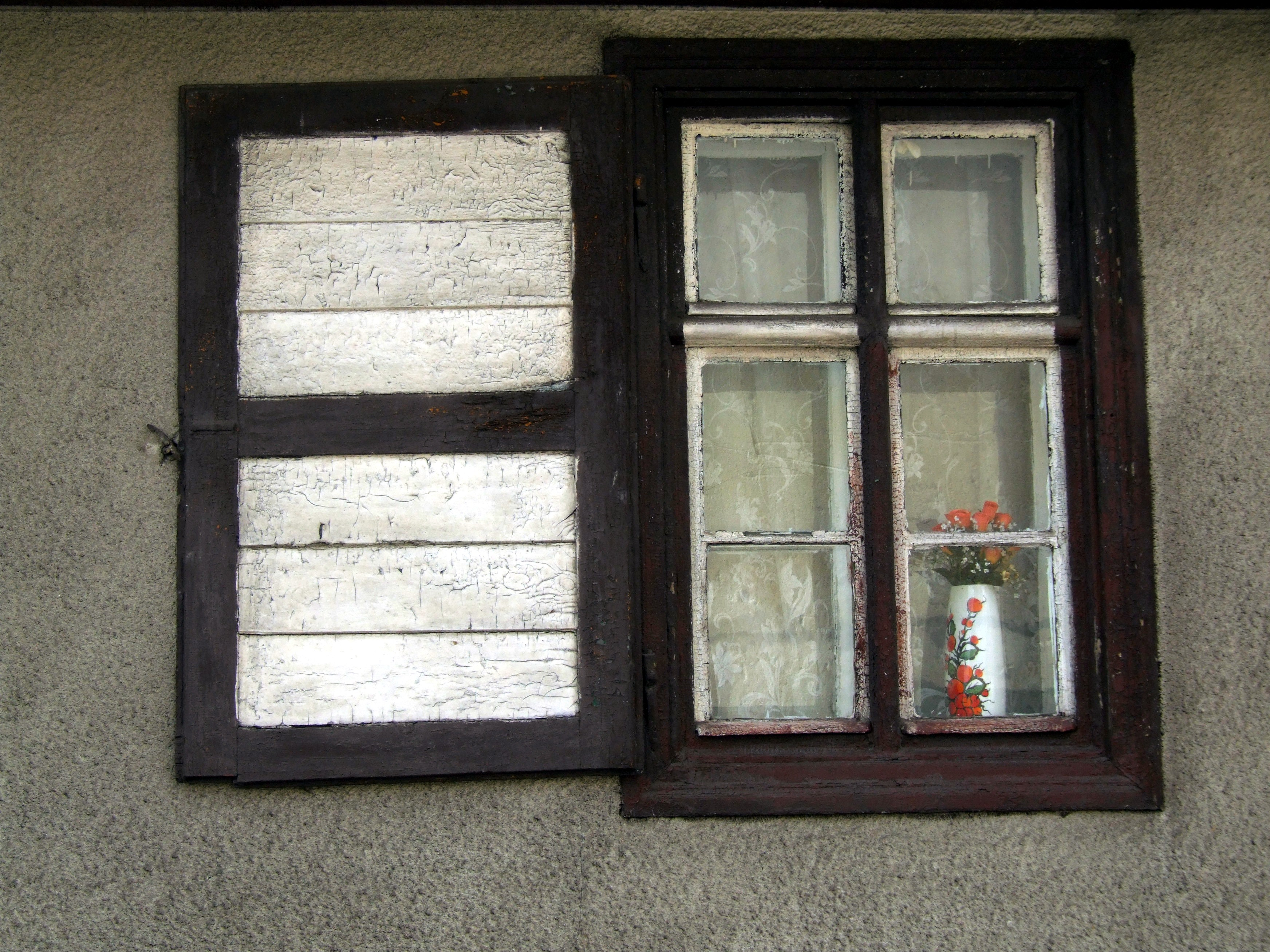
Okiennica jednoczęściowa

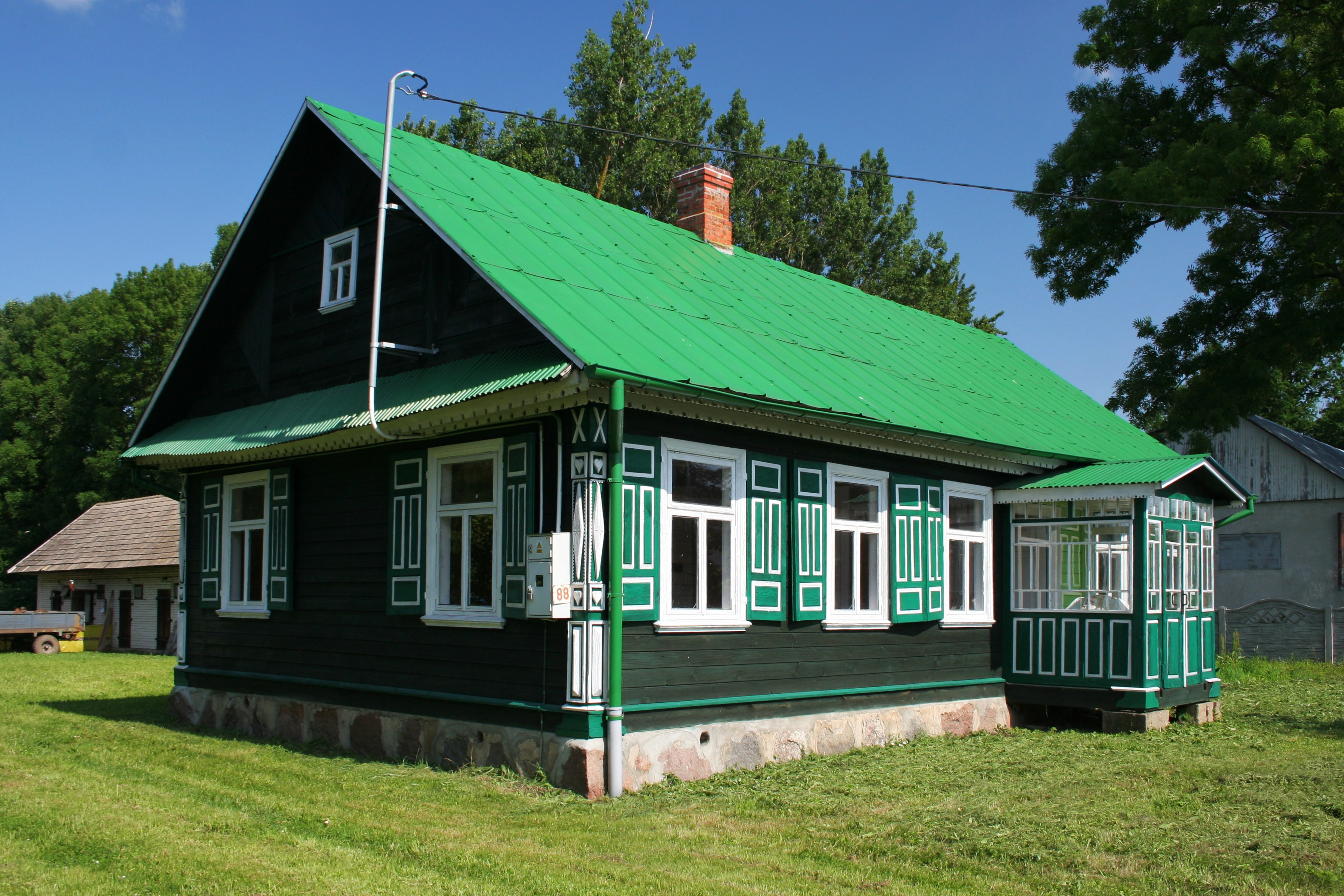
Dom z charakterystycznymi, malowanymi okiennicami w Nowoberezowie

Okiennica – montowane na zewnątrz lub od wewnątrz zabezpieczenie okna. Okiennice mają kształt jedno-, dwu- lub wieloskrzydłowych (dwu- lub wieloczęściowych) drzwiczek pełnych, z żaluzją lub z otworami, otwieranych na ścianę. 
Najczęściej wykonywane są z drewna, stali, aluminium lub PCW. Żaluzja w skrzydle okiennicy najczęściej ma zamontowane lamele na stałe, lecz istnieją rozwiązania z lamelami odchylanymi (ruchomymi). Przykładem takich okiennic są shutters, montowane wewnątrz pomieszczeń w oknach, drzwiach, przejściach a nawet w szafach. Shutter składa się z jednego lub więcej paneli. Każdy panel zbudowany jest ze sztywnej ramy i umieszczonych w niej poziomo ruchomych lamel. Shuttersy mogą być składane na zawiasach lub przesuwane po prowadnicach.
Oprócz znaczenia stricte wizualnego okiennice mają zastosowanie w pasywnym wykorzystaniu energii słonecznej, latem zapobiegając nagrzewaniu się wnętrza, a zimą zatrzymując ciepło.